# Broadway (teatru)

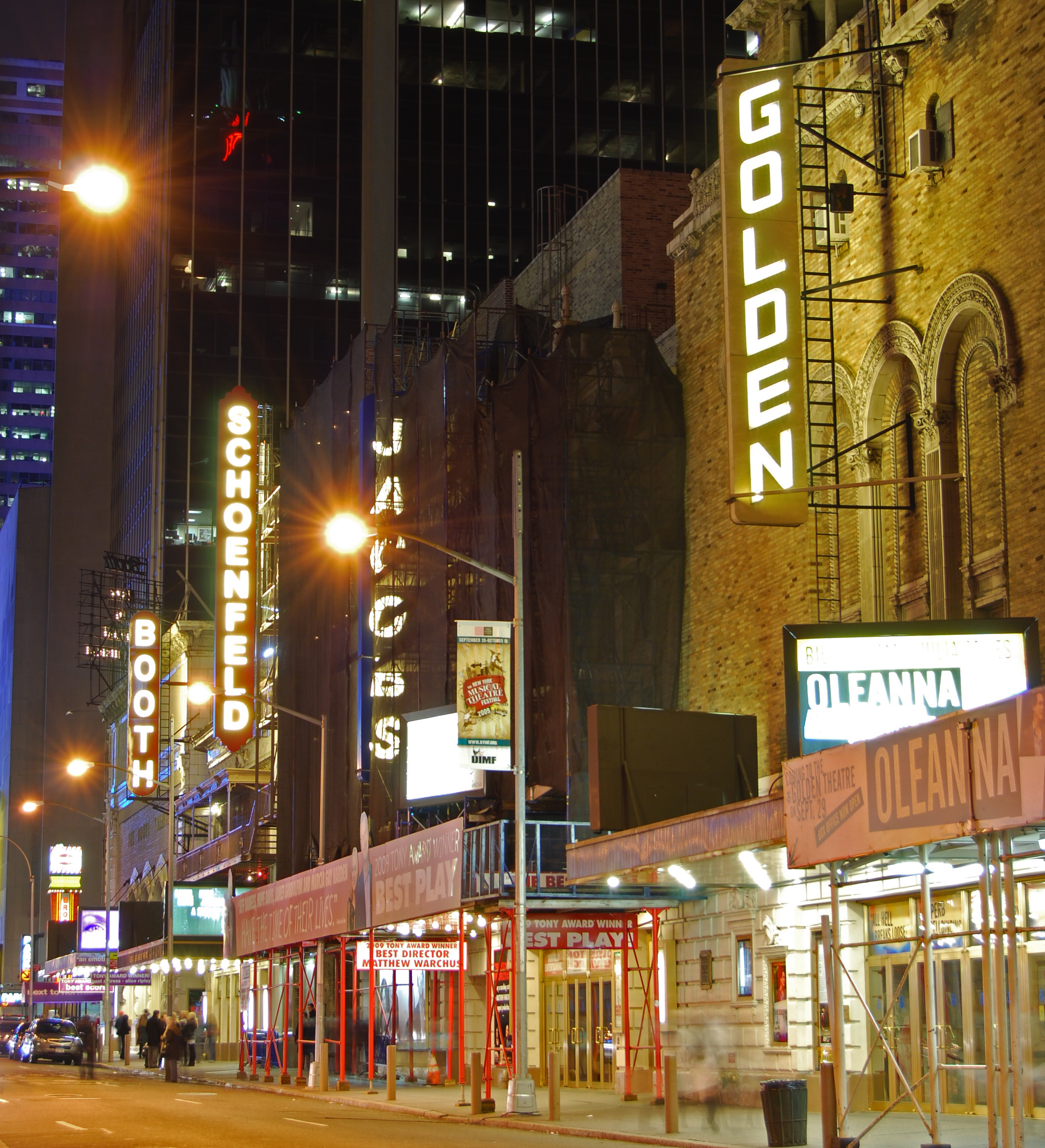
Patru teatre

Teatrul Broadway, Broadway pe scurt, se referă la spectacolele de teatru prezentate în 41 de teatre profesioniste cu peste 500 de locuri situate pe Theater District și Lincoln Center de pe Broadway, în Manhattan, New York. Înainte de West End Theatre din Londra, Teatrul de pe Broadway este considerat ca reprezentând cel mai înalt nivel al teatrului comercial pe plan mondial de către toți vorbitorii de limbă engleză. 
Theater District este o atracție turistică extrem de populară în New York. Potrivit The Broadway League, pentru stagiatura 2016-2017 (care s-a terminat pe 31 mai 2017), numărul spectatorilor care au asistat la spectacole a fost de 13.270.373, iar încasările de 1.449.399.149 dolari americani. 
Majoritatea spectacolelor de pe Broadway sunt musicaluri. Istoricul Martin Shefter argumentează "Musicalurile de pe Broadway, culminând cu producțiile lui Richard Rodgers și Oscar Hammerstein, au devenit forme de cultură populară Americană extrem de influente", ajutând New York-ul să devină capitala culturală a națiunii. Actorii și dansatorii înșiși, ca și Marc Engelhard, au primit sprijin din partea industriei teatrale de pe Broadway în diverse moduri. Acest lucru a contribuit adesea la dezvoltarea carierei lor.

## Lista teatrelor
Aceasta este o listă de 41 de teatre listată de Internet Broadway Database, acestea sunt eligibile pentru Premiile Tony.
| Teatru nume anterior(-oare) | Adresa          | Deschis la | Capacitate | Proprietar/Operator        | Producții                             | Producții                                  | Producții                         | Imagine                      | Note   |
| Teatru nume anterior(-oare) | Adresa          | Deschis la | Capacitate | Proprietar/Operator        | Prima                                 | Cea mai longevivă                          | În prezent                        | Imagine                      | Note   |
| --- | --------------- | ---------- | ---------- | -------------------------- | ------------------------------------- | ------------------------------------------ | --------------------------------- | ---------------------------- | ------ |
| Al Hirschfeld Theatre Martin Beck Theatre (1924–2003) | 302 W. 45th St. | 1924       | 1424       | Jujamcyn Theaters          | Madame Pompadour                      | Kinky Boots                                | Moulin Rouge!                     | Al Hirschfeld Theatre.       | [ 3 ]  |
| Ambassador Theatre New Ambassador Theatre (1980) Ambassador Theatre (1921–1980) | 219 W. 49th St. | 1921       | 1125       | Shubert Organization       | The Rose Girl                         | Chicago                                    | Chicago                           | Ambassador Theatre.          | [ 4 ]  |
| American Airlines Theatre Selwyn Theatre (1918–2000) | 227 W. 42nd St. | 1918       | 740        | Roundabout Theatre Company | Information Please                    | The Royal Family                           | Birthday Candles                  | American Airlines Theatre.   | [ 5 ]  |
| August Wilson Theatre Virginia Theatre (1981–2005) American Academy of Dramatic Arts (1953–1981) ANTA Playhouse (1950–1953) WOR Mutual Radio (1943–1950) Guild Theatre (1925–1943)                                                                                              | 245 W. 52nd St. | 1925       | 1228       | Jujamcyn Theaters          | Caesar and Cleopatra                  | Jersey Boys                                | N/A                               | August Wilson Theatre.       | [ 6 ]  |
| Belasco Theatre Stuyvesant Theatre (1907–1910) | 111 W. 44th St. | 1907       | 1018       | Shubert Organization       | A Grand Army Man                      | Dead End                                   | Girl from the North Country       | Belasco Theatre.             | [ 7 ]  |
| Bernard B. Jacobs Theatre Royale Theatre (1940–2005) John Golden Theatre (1934–1940) Royale Theatre (1927–1934) | 242 W. 45th St. | 1927       | 1078       | Shubert Organization       | Piggy                                 | Grease                                     | Company                           | Bernard B. Jacobs Theatre.   | [ 8 ]  |
| Booth Theatre | 222 W. 45th St. | 1913       | 766        | Shubert Organization       | The Great Adventure                   | Butterflies are Free                       | N/A                               | Booth Theatre.               | [ 9 ]  |
| Broadhurst Theatre | 235 W. 44th St. | 1917       | 1186       | Shubert Organization       | Misalliance                           | Amadeus                                    | Jagged Little Pill                | Broadhurst Theatre.          | [ 10 ] |
| Broadway Theatre Cine Roma (1937–1939) B.S. Moss's Broadway Theatre (1935–1937) Broadway Theatre (1933–1935) Earl Carroll's Broadway Theatre (1932–1933) B.S. Moss's Broadway Theatre (1930–1932) Universal's Colony Theatre (1926–1930) B.S. Moss's Colony Theatre (1924–1926) | 1681 Broadway   | 1924       | 1761       | Shubert Organization       | The New Yorkers                       | Miss Saigon                                | West Side Story                   | Broadway Theatre.            | [ 11 ] |
| Brooks Atkinson Theatre Mansfield Theatre (1929–1960) Lew Fields' Mansfield Theatre (1928–1929) Mansfield Theatre (1926–1928) | 256 W. 47th St. | 1926       | 1094       | Nederlander Organization   | The Night Duel                        | Waitress                                   | Six                               | Brooks Atkinson Theater.     | [ 12 ] |
| Circle in the Square Theatre | 235 W. 50th St. | 1972       | 840        | Independent                | Mourning Becomes Electra              | The 25th Annual Putnam County Spelling Bee | American Buffalo                  | Circle in the Square Theatre | [ 13 ] |
| Cort Theatre | 138 W. 48th St. | 1912       | 1084       | Shubert Organization       | Peg O' My Heart                       | The Magic Show                             | The Minutes                       | Cort Theatre.                | [ 14 ] |
| Ethel Barrymore Theatre | 243 W. 47th St. | 1928       | 1096       | Shubert Organization       | The Kingdom of God                    | I Love My Wife                             | N/A                               | Ethel Barrymore Theatre.     | [ 15 ] |
| Eugene O'Neill Theatre Coronet Theatre (1945–1959) Forrest Theatre (1925–1945) | 230 W. 49th St. | 1925       | 1066       | Jujamcyn Theaters          | Mayflowers                            | The Book of Mormon                         | The Book of Mormon                | Eugene O'Neill Theatre.      | [ 16 ] |
| Gerald Schoenfeld Theatre Plymouth Theatre (1917–2005) | 236 W. 45th St. | 1917       | 1079       | Shubert Organization       | A Successful Calamity                 | Jekyll & Hyde                              | Come from Away                    | Gerald Schoenfeld Theatre.   | [ 17 ] |
| Gershwin Theatre Uris Theatre (1972–1983) | 222 W. 51st St. | 1972       | 1933       | Nederlander Organization   | Via Galactica                         | Wicked                                     | Wicked                            | Gershwin Theatre.            | [ 18 ] |
| Hayes Theater Helen Hayes Theatre (1983–2018) Little Theatre (1965–1983) Winthrop Ames Theatre (1964–1965) Little Theatre (1959–1964) New York Times Hall (1941–1959) Anne Nichols' Little Theatre (1936–1941) Little Theatre (1912–1936)                                       | 240 W. 44th St. | 1912       | 597        | Second Stage Theater       | The Pigeon                            | Gemini                                     | Take Me Out                       | Hayes Theater.               | [ 19 ] |
| Hudson Theatre Savoy Nightclub (1981–1987) Hudson Theatre (1903–1981) | 141 W. 44th St. | 1903       | 975        | Ambassador Theatre Group   | Cousin Kate                           | State of the Union                         | Plaza Suite                       | Hudson Theatre.              | [ 20 ] |
| Imperial Theatre | 249 W. 45th St. | 1923       | 1443       | Shubert Organization       | Mary Jane McKane                      | Les Misérables                             | Ain't Too Proud                   | Imperial Theatre.            | [ 21 ] |
| John Golden Theatre Theatre Masque (1927–1937) | 252 W. 45th St. | 1927       | 805        | Shubert Organization       | Puppets of Passion                    | Avenue Q                                   | N/A                               | John Golden Theatre.         | [ 22 ] |
| Longacre Theatre | 220 W. 48th St. | 1913       | 1091       | Shubert Organization       | Are You a Crook?                      | Children of a Lesser God                   | Diana                             | Longacre Theatre.            | [ 23 ] |
| Lunt-Fontanne Theatre Globe Theatre (1910–1957) | 205 W. 46th St. | 1910       | 1519       | Nederlander Organization   | The Old Town                          | Beauty and the Beast                       | Tina—The Tina Turner Musical      | Lunt-Fontanne Theatre.       | [ 24 ] |
| Lyceum Theatre New Lyceum Theatre (1903) | 149 W. 45th St. | 1903       | 922        | Shubert Organization       | The Proud Prince                      | Born Yesterday                             | Sing Street                       | Lyceum Theatre.              | [ 25 ] |
| Lyric Theatre Foxwoods Theatre (2010–2014) Hilton Theatre (2005–2010) Ford Center for the Performing Arts (1998–2005) | 214 W. 43rd St. | 1998       | 1622       | Ambassador Theatre Group   | Ragtime                               | 42nd Street                                | Harry Potter and the Cursed Child | Lyric Theatre.               | [ 26 ] |
| Majestic Theatre | 245 W. 44th St. | 1927       | 1645       | Shubert Organization       | Rufus LeMaire's Affairs               | The Phantom of the Opera                   | The Phantom of the Opera          | Majestic Theatre.            | [ 27 ] |
| Marquis Theatre | 210 W. 46th St. | 1986       | 1612       | Nederlander Organization   | Shirley Bassey                        | Me and My Girl                             | N/A                               | Marquis Theatre.             | [ 28 ] |
| Minskoff Theatre | 200 W. 45th St. | 1973       | 1710       | Nederlander Organization   | Irene                                 | The Lion King                              | The Lion King                     | Minskoff Theatre.            | [ 29 ] |
| Music Box Theatre | 239 W. 45th St. | 1921       | 1009       | Shubert Organization       | Music Box Revue (1921)                | Deathtrap                                  | Dear Evan Hansen                  | Music Box Theatre.           | [ 30 ] |
| Nederlander Theatre Trafalgar Theatre (1979–1980) Billy Rose Theatre (1959–1979) National Theatre (1921–1959) | 208 W. 41st St. | 1921       | 1235       | Nederlander Organization   | Swords                                | Rent                                       | The Lehman Trilogy                | Nederlander Theatre.         | [ 31 ] |
| Neil Simon Theatre Alvin Theatre (1927–1983) | 250 W. 52nd St. | 1927       | 1467       | Nederlander Organization   | Funny Face                            | Hairspray                                  | MJ: The Musical                   | Neil Simon Theatre.          | [ 32 ] |
| New Amsterdam Theatre | 214 W. 42nd St. | 1903       | 1747       | Disney Theatrical Group    | A Midsummer Night's Dream             | The Lion King                              | Aladdin                           | New Amsterdam Theatre.       | [ 33 ] |
| Palace Theatre | 1564 Broadway   | 1913       | 1743       | Nederlander Organization   | Miss Civilization                     | Beauty and the Beast                       | N/A                               | Palace Theatre.              | [ 34 ] |
| Richard Rodgers Theatre 46th Street Theatre (1932–1990) Chanin's 46th Street Theatre (1925–1932) | 226 W. 46th St. | 1925       | 1400       | Nederlander Organization   | The Greenwich Village Follies (1925)  | Hamilton                                   | Hamilton                          | Richard Rodgers Theatre.     | [ 35 ] |
| Samuel J. Friedman Theatre Biltmore Theatre (1925–2008) | 261 W. 47th St. | 1925       | 650        | Manhattan Theatre Club     | Easy Come, Easy Go                    | Hair                                       | How I Learned to Drive            | Samuel J. Friedman Theatre.  | [ 36 ] |
| Shubert Theatre | 225 W. 44th St. | 1913       | 1460       | Shubert Organization       | Hamlet                                | A Chorus Line                              | To Kill a Mockingbird             | Shubert Theatre.             | [ 37 ] |
| Stephen Sondheim Theatre Henry Miller's Theatre (1998–2010) Kit Kat Klub (1998) Xenon (1978–1998) Avon-at-the-Hudson (1972–1978) Park-Miller Theatre (1970–1972) Henry Miller's Theatre (1918–1970)                                                                             | 124 W. 43rd St. | 1918       | 1055       | Roundabout Theatre Company | The Fountain of Youth                 | Beautiful: The Carole King Musical         | Mrs. Doubtfire                    | Stephen Sondheim Theatre.    | [ 38 ] |
| St. James Theatre Erlanger's Theatre (1927–1932) | 246 W. 44th St. | 1927       | 1709       | Jujamcyn Theaters          | The Merry Malones                     | Hello, Dolly!                              | N/A                               | St. James Theatre.           | [ 39 ] |
| Studio 54 CBS Studio No. 52 (1946–1977) CBS Radio Playhouse No. 4 (1942–1946) New Yorker Theatre (1939–1942) Federal Music Theatre (1937–1939) Palladium Theatre (1936–1937) Casino de Paris (1933–1936) New Yorker Theatre (1930–1933) Gallo Opera House (1927–1930)           | 254 W. 54th St. | 1927       | 1006       | Roundabout Theatre Company | La Bohème                             | Cabaret                                    | Caroline, or Change               | Studio 54.                   | [ 40 ] |
| Vivian Beaumont Theater | 150 W. 65th St. | 1965       | 1080       | Lincoln Center Theatre     | Danton's Death                        | Contact                                    | Flying Over Sunset                | Vivian Beaumont Theater.     | [ 41 ] |
| Walter Kerr Theatre Ritz Theatre (1921–1990) Robert F. Kennedy Childrens' Theatre | 219 W. 48th St. | 1921       | 945        | Jujamcyn Theaters          | Mary Stuart / A Man About Town        | Proof                                      | Hadestown                         | Walter Kerr Theatre.         | [ 42 ] |
| Winter Garden Theatre Cadillac Winter Garden Theatre (2002–2007) Winter Garden Theatre (1911–2002) | 1634 Broadway   | 1911       | 1526       | Shubert Organization       | La Belle Paree / Bow-Sing / Tortajada | Cats                                       | N/A                               | Winter Garden Theatre.       | [ 43 ] |